# Croton noronhae
Espèce
Croton noronhae est une espèce de plantes à fleurs du genre Croton et de la famille des Euphorbiaceae présente à l'est de Madagascar.
Il a pour synonymes :
- Aubertia argentea, Chapel. ex Baill.
- Croton hypochalibaeus, Baill., 1890
- Oxydectes noronhae, (Baill.) Kuntze